# Acacia pacensis
Acacia pacensis är en ärtväxtart som beskrevs av Velva Elaine Rudd och Annetta Mary Carter. Acacia pacensis ingår i släktet akacior, och familjen ärtväxter. Inga underarter finns listade i Catalogue of Life.